# August von Hartmansdorff (1815–1879)
August Edvard von Hartmansdorff, född 3 juni 1815 i Gränna landsförsamling, Jönköpings län, död 9 november 1879 i Vimmerby, Jönköpings län, var en svensk häradshövding.

## Biografi
August von Hartmansdorff föddes 1815 på Västanå slott i Gränna landsförsamling. Han var son till översten Christoffer Svante von Hartmansdorff i svenska armén och friherrinnan Carolina Ulrika Taube af Odenkat. von Hartmansdorff blev 13 maj 1836 student vid Uppsala universitet och avlade 4 juni 1839 examen till Rättegårngsverken. Han blev i juni 1839 extra ordinarie kanslist i Justitiefördelningen i Kungliga kansliet och 2 oktober 1839 auskultant i Svea hovrätt. Von Hartmansdorff blev 7 november 1839 extra ordinarie notarie vid Svea hovrätts brottmålsprotokoll och 10 januari 1842 vice notarie vid Svea hovrätts civilprotokoll. Han blev 21 december 1843 vice häradshövding och 19 februari 1850 borgmästare i Eksjö. von Hartmansdorff blev 27 oktober 1857 häradshövding i Kinda och Ydre domsaga. Han avled 1879 i Vimmerby.

### Familj
von Hartmansdorff gifte sig första gången 7 juli 1850 i Höreda prästgård med Matilda Albertina Maria Thorell (1825–1850), som var dotter till skeppsklareraren Anders Emanuel Thorell och Matilda Lovisa Rolander., och andra gången 5 oktober 1852 i Lidhem i Locknevi socken med Lina Elers (1823–1896), dotter till amiralitetskammarrådet Eggert Elers och Ebba Christina Hallström. De fick tillsammans barnen Matilda von Hartmansdorff (1854–1894), Maria Ulrika Eleonora von Hartmansdorff (1856–1858), kanslisekreteraren August von Hartmansdorff (1856–1906), Elisabet von Hartmansdorff (1859–1934) och Maria von Hartmansdorff (1865–1874).